# Derecho constitucional

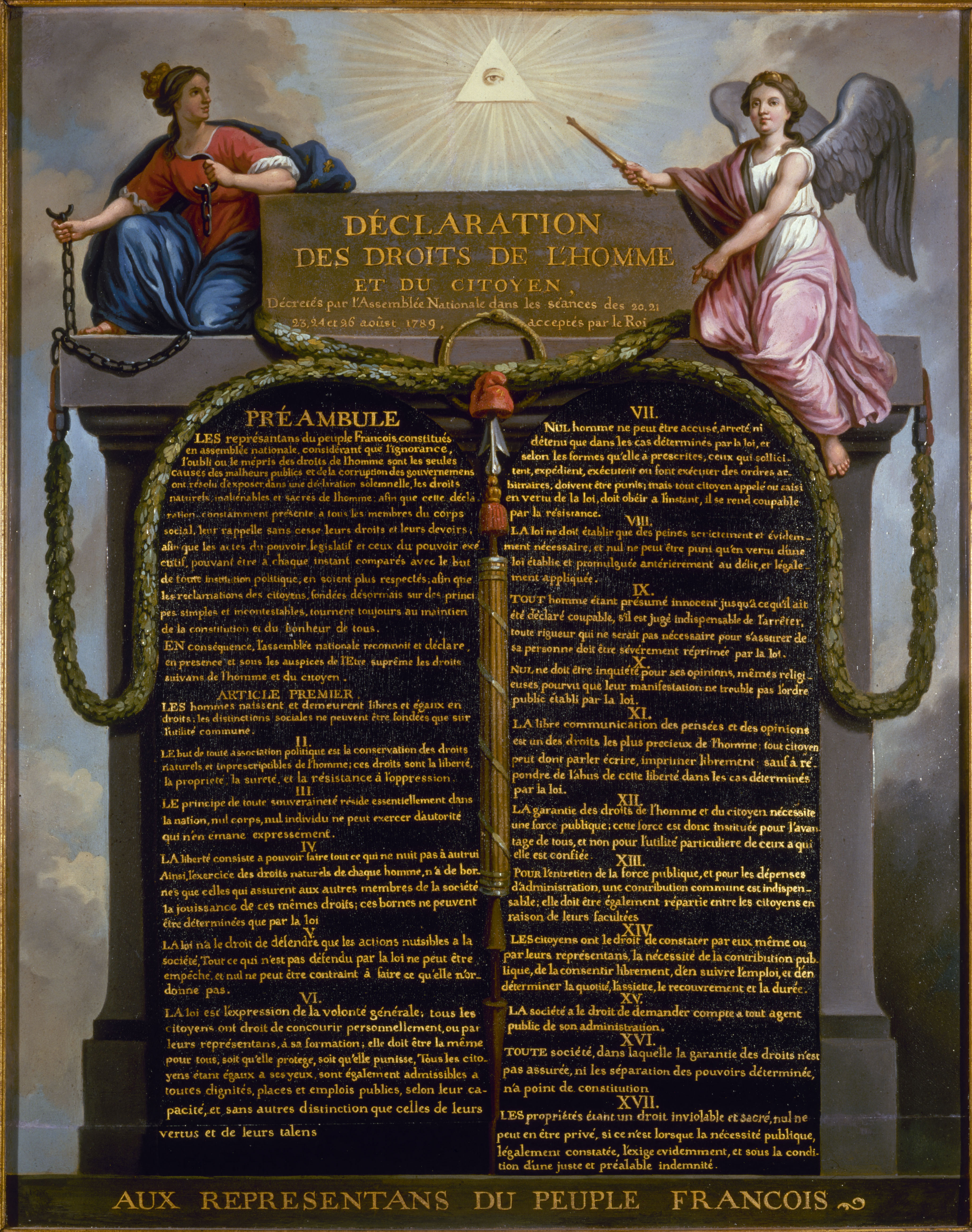
Los principios de la Declaración de los Derechos del Hombre y del Ciudadano siguen teniendo importancia constitucional

El derecho constitucional es la rama del derecho público cuyo principal objeto de estudio son las leyes fundamentales de un Estado y singularmente de su Constitución. Además, esta tiene la posibilidad de verse desde el punto de vista tanto formal, como material. De esta manera, es materia de estudio todo lo relativo a la forma de Estado, forma de gobierno, derechos fundamentales y la regulación de los poderes públicos, incluidas las relaciones entre los poderes públicos y ciudadanos.
No todos los estados-naciones tienen constituciones codificadas, aunque todos esos estados tienen una jus commune, o ley del territorio, que puede consistir en una variedad de normas imperativas y consensuadas. Éstas pueden incluir derecho consuetudinario, convenios, derecho estatutario, derecho creado por los jueces, o reglas y normas internacionales. El derecho constitucional se ocupa de los principios fundamentales por los que el gobierno ejerce su autoridad. En algunos casos, estos principios otorgan poderes específicos al gobierno, como el poder de gravar y gastar para el bienestar de la población. Otras veces, los principios constitucionales actúan para poner límites a lo que el gobierno puede hacer, como prohibir la detención de un individuo sin causa suficiente.

## Estado y estructura jurídica
Las leyes constitucionales pueden considerarse normas de segundo orden o normas sobre la elaboración de normas para ejercer el poder. Regula las relaciones entre el poder judicial, el legislativo y el ejecutivo con los órganos bajo su autoridad. Una de las tareas clave de las constituciones en este contexto es indicar jerarquías y relaciones de poder. Por ejemplo, en un estado unitario, la constitución conferirá la autoridad última a una administración central y a un poder legislativo y poder judicial, aunque a menudo se delega poder o autoridad en las autoridades locales o municipales. Cuando una constitución establece un estado federal, identificará múltiples niveles de gobierno que coexisten con áreas exclusivas o compartidas de jurisdicción sobre la elaboración, aplicación y cumplimiento de la ley. Algunos estados federales, sobre todo Estados Unidos, tienen poderes judiciales federales y estatales separados y paralelos, cada uno con su propia jerarquía de tribunales con un tribunal supremo para cada estado. Por otro lado, India tiene un poder judicial dividido en tribunales de distrito, tribunales superiores y el Tribunal Supremo de la India.

## El Estado de Derecho
La doctrina del Estado de Derecho dicta que el gobierno debe regirse por la ley. Así lo estableció por primera vez el teórico jurídico británico A. V. Dicey.
Dicey identificó tres elementos esenciales de la Constitución británica que eran indicativos del Estado de Derecho:
1. Supremacía absoluta de la ley regular frente a la influencia del poder arbitrario;[2]
2. Igualdad ante la ley;
3. La Constitución es el resultado de la ley ordinaria del país.

La fórmula del Estado de Derecho de Dicey consta de tres postulados clásicos. El primero es que la ley ordinaria es suprema sobre los poderes arbitrarios y discrecionales. "[N]ingún hombre es punible... salvo por una infracción clara de la ley establecida de la manera legal ordinaria ante los tribunales ordinarios del país."
La segunda es que todos los hombres son iguales ante la ley. "...ningún hombre está por encima de la ley...todo hombre, cualquiera que sea su rango o condición, está sujeto al derecho común del reino y sometido a la jurisdicción de los tribunales ordinarios" 
La tercera es que las ideas y principios generales que sustenta la constitución surgen directamente de las sentencias y precedentes emitidos por el poder judicial. "Podemos decir que la constitución está impregnada por el imperio de la ley sobre la base de que los principios generales de la constitución... son con nosotros el resultado de las decisiones judiciales que determinan los derechos de las personas privadas en casos particulares llevados ante los tribunales" 

## Poder político
Clásicamente, el poder se conoce como la habilidad de influir en el comportamiento de otras personas para que  cumplan lo que se les solicita u ordena. En ese sentido, un órgano tiene poder cuando posee capacidad de coerción para hacer cumplir sus mandatos imperativos. El significado actual en las democracias liberales va ligado a la existencia de una legitimidad democrática, y a la atribución de capacidad dispositiva acorde al criterio de oportunidad política. Así, el concepto se contrapone al poder que se atribuye a la Administración o a los órganos judiciales, pues estos poseen una voluntad que ha de estar fundada en un texto legal, es decir, poseen una capacidad reglada cuyas decisiones jamás pueden basarse en criterios de oportunidad. Este poder necesita un fortísimo respaldo popular o hallarse vinculado a grupos de presión o factores de poder.

## Constitución
La constitución es el texto de carácter jurídico 
político, fruto del poder constituyente que fundamenta (según el normativismo) todo el ordenamiento, situándose en él como norma que recoge, define y crea los poderes constituidos limitándolos al servicio de las personas. Además, tendrá el carácter de norma suprema, de manera que prevalecerá sobre cualquier otra que fuese posterior y contraria a ella (jerarquía constitucional). Al decir de Kelsen, es la norma que da lógica a todo el sistema. El derecho común surgirá de ella por mecanismos de derivación y aplicación.

### Estructura formal
Así, la estructura formal de un texto constitucional establecida por la doctrina sería la siguiente:
- Justificación del propio poder constituyente originario.
- Soberanía nacional.
- Poderes constituidos.
- Enumeración de derechos fundamentales (parte dogmática).

### Estructura material
Por otro lado, la estructura material del texto constitucional es la siguiente:
- Preámbulo
- Parte dogmática (garantías individuales)
  - Derechos fundamentales sustantivos.[6]
  - Derechos fundamentales procesales.[7] (aunque estos deberían estar seguramente regulados en los códigos de procedimiento civil, penal, laboral, etc; no en la carta política como regla fundamental)

Es importante tomar en cuenta que Nicolás Maquiavelo puso el término «Estado» en su libro de realismo político El príncipe, y que Montesquieu, en su Del espíritu de las leyes, plantea al Estado bajo la norma positiva y no bajo la voluntad del líder del Estado.

## Principios doctrinales

### División de poderes
En todo rigor debe decirse división del poder en distintas funciones, o división tripartita del poder, siendo tres las clásicas. Permite un efectivo control interno y externo. El modelo puro proyectaba una situación de total independencia entre las tres expresiones del poder (legislar, ejecutar lo legislado y decidir los derechos de los particulares)

### Estado de derecho
Este se crea cuando toda acción social y estatal encuentra sustento en la norma; es así que el poder del Estado queda subordinado al orden jurídico vigente por cumplir con el procedimiento para su creación y es eficaz cuando se aplica en la realidad con base en el poder del estado a través de sus órganos de gobierno, creando así un ambiente de respeto absoluto del ser humano y del orden público.
Sin embargo, no basta con que exista una autoridad pública sometida al derecho. Para estar en presencia de un verdadero y auténtico Estado de derecho, el ordenamiento jurídico del respectivo estado, debe reunir una serie de características que dan origen a un estado de derecho real o material. El concepto de estado de derecho se explica por dos nociones: El Estado de derecho en sentido formal y el Estado de derecho en sentido material.

### Soberanía nacional

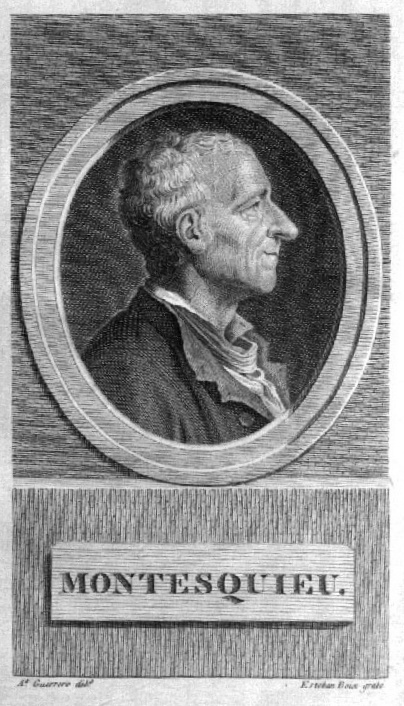
Uno de los grandes expositores de lo que actualmente denominamos "El Poder Constituyente", una vía alternativa para que un pueblo tome las riendas de su camino como sociedad.

Es un concepto ideológico surgido de la teoría política liberal, que puede remontarse a Locke y Montesquieu (finales del siglo XVII en Inglaterra, siglo XVIII en Francia). Hace pertenecer la soberanía a la nación, una entidad abstracta y única, vinculada normalmente a un espacio físico (la terra patria o patria), a la que pertenecen tanto los ciudadanos presentes, como así también los pasados y futuros, y se define como superior a los individuos que la componen. También consiste en la capacidad tanto jurídica como real de decidir de manera definitiva y eficaz en todo conflicto que altere la unidad de la cooperación social; territorial en caso necesario e incluso contra el derecho positivo y además de imponer la decisión de todos los habitantes del territorio.

### Derechos fundamentales
Los derechos o facultades básicas e inalienables que se reconocen en un ordenamiento a los seres humanos. La teoría del derecho natural supone que deberían reconocerse a todo hombre en cualquier ordenamiento.

### Estabilidad constitucional
La constitución ha de servir de marco jurídico para la justificación del poder político, y por ello ha de gozar de cierto grado de estabilidad en su texto, soportando el paso de sucesivos gobiernos sin necesidad de cambiar su letra. Por ello, la modificación de la norma suprema está sometida a una gran cantidad de restricciones, destacando especialmente el requisito de mayorías especialmente cualificadas para las votaciones sobre su alteración.

### Supremacía constitucional

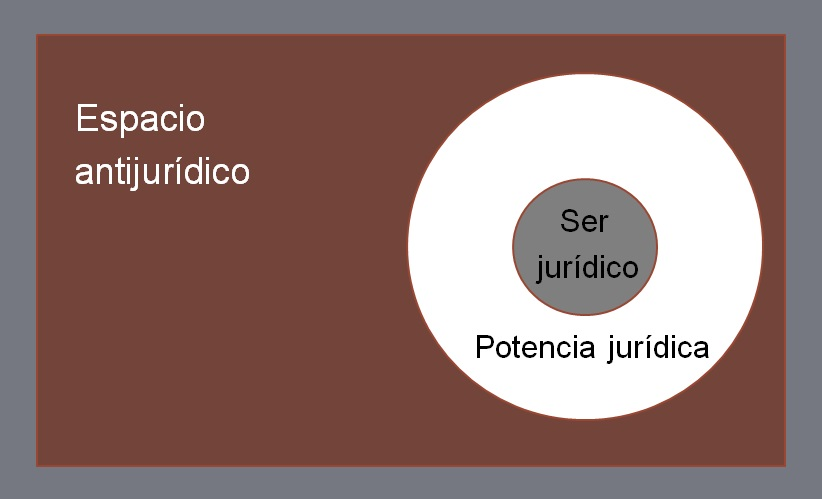
Ilustración de lo que Hans Kelsen trato en la mayoría de sus obras de Derecho y su relación con la sociedad.

Concepto procedente del antiquísimo precedente jurisprudencial «Marbury contra Madison», y que supone la estructuración del ordenamiento jurídico en una pirámide jerárquica, en la que la Constitución ocuparía la cúspide. Así, la supremacía supone el punto más alto en la escala jerárquica normativa, de manera que cualquier norma posterior y contraria que en algún momento entrase en colisión con la norma suprema provocaría la nulidad de la norma inferior. El mayor desarrollo de este concepto se debe a la teoría pura del derecho de Hans Kelsen.

### Rigidez constitucional
La rigidez constitucional es un concepto, según el cual, la norma suprema ha de designar un proceso específico para su propia modificación, diferente al procedimiento utilizado habitualmente para la producción normativa infraconstitucional.
Por el contrario, se habla de flexibilidad constitucional cuanto más similar es el proceso de reforma al de creación legislativa ordinaria.
Los grados de rigidez constitucional dependen de una serie de factores disyuntivos:
- si el órgano reformador es creado y elegido especialmente para la reforma o es uno de los que habitualmente funcionan
- el número de instituciones políticas cuyo consentimiento debe concurrir para poder reformar la Constitución
- las mayorías exigidas para la reforma
- la participación del pueblo, que puede ser directa (a través de un referéndum) o indirecta (a través de elecciones para una nueva asamblea que deberá ratificar o redactar la reforma)

### Control de constitucionalidad y Control de Convencionalidad
La Constitución posee carácter de norma suprema, y por lo tanto, su cumplimiento ha de estar garantizado por el ordenamiento jurídico en su funcionamiento cotidiano. Asegurar que no se viole la norma constitucional con los actos de los poderes constituidos es el principal objetivo.

### Colisión normativa o Conflictos Normativos
En caso de que dos normas jurídicas tuvieran un contenido incompatible entre sí, se produce la llamada colisión normativa. El ejemplo más ampliamente utilizado para ilustrar una colisión normativa, pasa por concebir una situación en la que una norma ordenase la realización de un determinado comportamiento, y a la vez, otra norma distinta prohibiera la realización de tal comportamiento.
Para resolver las colisiones entre normas, acorde al principio de coherencia del ordenamiento jurídico, se recurre a una serie de criterios que establecen qué norma prevalece, y qué norma se ve derogada.
- Jerarquía: La jerarquía normativa supone la existencia de normas de distinto rango, de manera que aquella que esté en un peldaño superior de la escala, destruye a la norma inferior.
- Temporalidad: En el supuesto de que dos normas de igual rango sufran una colisión normativa, la norma posterior en el tiempo deroga a la norma anterior.
- Especialidad: En el caso de que existan dos normas de igual rango sufriendo una colisión, aquella norma que busque la regulación más específica de la materia prevalece sobre la norma más general.
- Prelación axiológica: debería aplicarse aquella norma que esté tutelando un derecho superior en la escala de valores constitucional (vida superior a propiedad, v.gr.)

### Derechos humanos
Los derechos humanos o libertades civiles constituyen una parte crucial de la constitución de un país y defienden los derechos del individuo frente al Estado. La mayoría de las jurisdicciones, como Estados Unidos y Francia, tienen una constitución codificada, con una carta de derechos. Un ejemplo reciente es la Carta de los Derechos Fundamentales de la Unión Europea, que pretendía incluirse en el Tratado por el que se establece una Constitución para Europa, que no llegó a ratificarse. Quizá el ejemplo más importante sea la Declaración Universal de los Derechos Humanos de la Carta de las Naciones Unidas. Su objetivo es garantizar las normas políticas, sociales y económicas básicas que un Estado nación, o un organismo intergubernamental, está obligado a proporcionar a sus ciudadanos, pero muchos incluyen a sus gobiernos. Canadá es otro caso en el que una constitución codificada. con la Carta Canadiense de Derechos y Libertades, protege los derechos humanos de las personas bajo la jurisdicción de la nación.
Algunos países como el Reino Unido no tienen un documento consagrado que establezca los derechos fundamentales; en esas jurisdicciones la constitución se compone de ley, jurisprudencia y convención. Un caso llamado Entick contra Carrington' es un principio constitucional derivado del common law. La casa de John Entick fue registrada y saqueada por el sheriff Carrington. Carrington argumentó que una orden judicial de un ministro del Gobierno, el Earl de Halifax era una autoridad válida, aunque no existiera ninguna disposición legal u orden judicial para ello. El tribunal, dirigido por Lord Camden declaró que,

"El gran fin por el que los hombres entraron en sociedad fue el de asegurar su propiedad. Ese derecho se conserva sagrado e incomunicable en todos los casos en que no ha sido suprimido o restringido por alguna ley pública para el bien del conjunto. Según las leyes de Inglaterra, toda invasión de la propiedad privada, por ínfima que sea, es un delito... Si no se puede encontrar o presentar ninguna excusa, el silencio de los libros es una autoridad contra el demandado, y el demandante debe ser juzgado."